# Hôtel d'Aureilhe
L'Hôtel d'Aureilhe est un monument situé à Villeneuve, dans le département français du Puy-de-Dôme.

## Historique

### Le dauphiné d'Auvergne
Le Dauphiné d'Auvergne fait édifier une tour carrée de 20 mètres de haut.

### La seigneurie d'Aureilhe
Les Dauphins d'Auvergne cèdent Villeneuve à la famille des Aurelles (Aureilhe) en 1435. Cette décision est confirmée par Louis Ier de Montpensier.
Au XVe siècle, un hôtel est construit à côté de la tour carrée pour loger la famille des Aureilhe de Villeneuve.

### Depuis 1991
Le site a été progressivement racheté par un propriétaire privé qui le fait inscrire aux monuments historiques en 1991.